# Calau-das-filipinas
O calau-das-filipinas, também conhecida como calau-de-lução (Penelopides manillae) é uma espécie de ave da família Bucerotidae. 
É endémica das Filipinas.
Os seus habitats naturais são: florestas subtropicais ou tropicais húmidas de baixa altitude.